# Une mère (film, 2021)
Pour les articles homonymes, voir Une mère.
Pour plus de détails, voir Fiche technique et Distribution.
Une mère est un thriller dramatique français réalisé par Sylvie Audcoeur et sorti en 2021.

## Synopsis
En perdant son fils sous les coups d'une grande violence, Aline a tout perdu : sa famille, son mari et sa raison de vivre. Cinq ans plus tard, elle croise par hasard le jeune meurtrier de son fils sorti de prison. Elle imagine un scénario pour se venger...

## Fiche technique
- Titre original : Une mère
- Réalisation : Sylvie Audcoeur
- Scénario : Sylvie Audcoeur, Jacques Akchoti et Anna Fregonese
- Musique : Baptiste et Pierre Colleu
- Décors : Emmanuelle Duplay
- Costumes : Élisabeth Tavernier
- Photographie : Guillaume Deffontaines
- Montage : Julie Picouleau
- Producteur : Delphine Schmit et Édouard de Vésinne
- Sociétés de production : Incognita Films et Tripode Productions
- Société de distribution : France Télévisions et Memento Distribution
- Pays :  France
- Langue originale : français
- Format : couleur — 2,35:1
- Genre : Thriller dramatique
- Durée : 87 minutes
- Dates de sortie :
  - France : 
    - 7 octobre 2021 (Saint-Jean-de-Luz)
    - 23 mars 2022 (en salles)

## Distribution
- Karin Viard : Aline
- Darren Muselet : Maxime
- Samir Guesmi : Farid
- Farida Ouchani : Sonia
- Pasquale d'Inca : M. Henriquez
- Oscar Copp : Ludo
- Céline Jorrion : Julie
- Thierry Rousset : l'agent immobilier
- Linda Massoz : Mme Valentin
- Yannick Rosset : M. Valentin
- Sophie Le Tellier : Maître Peissel